# Sekretárivka
Sekretárivka (en ucraniano: Секретарівка) es un pueblo ucraniano perteneciente al óblast de Odesa. Situado en el suroeste del país, es parte del raión de Odesa y del municipio (hromada) de Vijoda.

## Toponimia
El nombre del asentamiento en otros idiomas de importancia en el pueblo es Sekretáriovka (en ruso: Секретарёвка). El lugar se conocía como Georgental hasta 1945 (en alemán: Georgental; en ucraniano: Георгієнталь). 

## Historia
Gerogental fue fundada en 1858 como colonia alemana y formaba parte del vólost de Mannheim de la gobernación de Jersón en el Imperio ruso. Los principales lugares de interés de esa época son parte de los edificios de la calle central y la iglesia alemana de San Petersburgo. 
En 1914, el pueblo de Georgiental pasó a llamarse pueblo de Sekretárivka. Entre 1923 y 1939, Sekretárivka fue parte del raión alemán de Selz.
En septiembre de 1945, tras el desalojo de la población alemana, en el territorio de la aldea se ubicaron 13 granjas auxiliares de las escuelas militares y empresas industriales.

## Demografía
La evolución de la población de Sekretárivka entre 1858 y 2001 fue la siguiente:
| 364                                                           | 364 | 980 | 941 |
| (Fuente: Cities & Towns of Ukraine y UKRAINE: Größere Städte) |     |     |     |

Según el censo de 2001, la lengua materna de la mayoría de los habitantes, el 91,6%, es el ucraniano; del 5,1%, el ruso; y el rumano, del 1,91%.